# Mugkogel
Der Mugkogel, auch Großer Mugkogel ist ein 2693 m hoher Berg in den Stubaier Alpen in Tirol und Teil des kurzen Gebirgszuges, der sich mit Pirchkogel, Hochalter und Mugkogel südlich über Kühtai erhebt. Der Gipfel ist von Kühtai teilweise weglos zu erreichen.
Östlich vorgelagert ist der Kleine Mugkogel mit einer Höhe von 2446 m.